# Орибе, Мануэль
Мануэль Сеферино Орибе-и-Вьяна (исп. Manuel Ceferino Oribe y Viana; 26 августа 1792, Монтевидео — 12 ноября 1857) — герой освободительного движения народов Рио-де-ла-Платы, соратник Хосе Хервасио Артигаса. Второй президент Восточной республики Уругвай.

## Биография
Мануэль Орибе-и-Виана был сыном капитана Франциско Орибе; матерью Мануэля была Мария Франциска Виана, потомок первого испанского губернатора Монтевидео, баска Хосе Хоакина де Вианы. Мануэль являлся братом Марии Хосефы Франсиски Орибе-и-Вианы и Игнасио Орибе.
В начале войны за независимость в Рио-де-ла-Плата Мануэль Орибе поступил на службу в ряды сторонников независимости в качестве волонтёра.
Боевое крещение Мануэля Орибе произошло в битве при Черрито, 31 декабря 1812 года, во время второй осады Монтевидео, — подвига, который закончился победой патриотов. Вместе с Хосе Артигасом, Орибе участвовал в сопротивлении вторжению португало-бразильских войск в 1816 году. В конце 1817 года, когда Монтевидео уже был в руках португало-бразильцев, — Мануэль Орибе, его брат Игнасио Орибе и полковник Руфино Бауза покинули Восточный Берег Рио-де-Ла-Платы и привели в Буэнос-Айрес батальон вольноотпущенников, с артиллерийским дивизионом.
Считается, что именно с тех пор и берёт своё начало неприязнь Орибе, ушедшего на запад, к Ривере, оставшемуся на востоке и пошедшему на службу к португальскому командующему Лекору.

### Первый период в Буэнос-Айресе
В Буэнос-Айресе Орибе вместе с Сантьяго Васкесом и другими выходцами из Восточной полосы создали тайное «Общество кабальерос с Востока» (Sociedad de los Caballeros Orientales). Так сложились две политические группировки, впоследствии оформившиеся в политические партии: те, кто присоединились к ушедшему в Буэнос-Айрес Орибе, впоследствии сформировали Национальную партию, а те, что присоединились к оставшемуся на востоке Ривере, сформировали партию Колорадо.

### Возвращение в Монтевидео
В 1821 году Орибе вернулся в Монтевидео. Как раз в это время среди португальско-бразильских сил начался раскол: одни поддерживали регента Педру, который вёл себя всё более независимо, другие оставались верны королю Жуану VI. Роялисты попытались привлечь на свою сторону выходцев из Соединённых провинций Рио-де-ла-Платы, и Орибе встал на сторону генерала-роялиста Алвару да Коста, продолжавшего удерживать Монтевидео, в то время как генерал Лекор, бывший губернатором провинции Сисплатина, разместился в Канелонесе и поддержал Педру.
Да Коста не намеревался держаться до последнего (особенно после того, как Бразилия провозгласила независимость, и стало ясно, что Португалия не будет вести против неё войну), и в феврале 1824 года отплыл со своими войсками в Лиссабон, бросив тех местных, кто поддерживал его, на произвол судьбы. Орибе и его люди, сознавая, что их ожидает, если они попадут в руки Лекора, вновь отправились в Буэнос-Айрес. Лекор и Ривера вступили в Монтевидео без единого выстрела в последний день февраля 1824 года и потребовали, чтобы местные власти присягнули на верность бразильскому императору Педру I.

### Второй период в Буэнос-Айресе
Центром «Ориенталес» (то есть выходцев с Восточной полосы) в Буэнос-Айресе стал район Барракас, администратором которого был выходец из Восточной полосы Педро Трапани. Крупные скотопромышленники Буэнос-Айреса — в том числе Бернардино Ривадавия и Хуан Мануэль де Росас — были обеспокоены тем, что бразильцы начали конфискацию собственности тех, кто поддерживал антибразильское движение в Восточной полосе, а также тем, что скот из Сисплатины стал вытеснять буэнос-айресский на мясокомбинатах в Риу-Гранди-ду-Сул. Росас стал одним из главных финансистов и организаторов освободительного похода на восток; поддержку Орибе также оказал Хосе де Сан-Мартин (южноамериканские демократы рассматривали бразильского императора как типичного европейского монарха старого образца, олицетворявшего всё плохое в Старом Свете, против чего они в своё время восстали). Целью планируемой экспедиции было воссоединение Восточной провинции, ставшей бразильским штатом Сисплатина, с Соединёнными провинциями Южной Америки.

### Тридцать три Ориенталес
В ночь на 19 апреля 1825 года небольшая группа людей, в состав которых входили Мануэль Орибе и Хуан Антонио Лавальеха, высадились на восточном берегу реки Уругвай на пляже Аграсиада, где водрузили Флаг Тридцати трёх Ориенталес. Двинувшись вглубь страны и поднимая по пути народ против бразильской власти, они 20 мая 1825 года прибыли в Монтевидео.
14 июня 1825 года в городке Флорида собрался Флоридский конгресс, который 25 августа провозгласил независимость Восточной провинции от Бразилии и её вхождение в состав Соединённых провинций Рио-де-ла-Платы . 19 сентября 1825 года Орибе был произведён в подполковники, а после битвы при Саранди 12 октября получил звание полковника.
10 декабря 1825 года Бразилия объявила войну Соединённым провинциям. 1 января 1826 года Соединённые провинции объявили войну Бразилии. Так началась Аргентино-бразильская война, итогом которой стало образование независимого Уругвая. В этой войне Орибе разгромил 9 февраля 1826 года бразильскую колонну в бою при Серра, и проявил себя 20 февраля 1827 года в сражении при Итусаинго.

### В независимом Уругвае
В соответствии с предварительной мирной конвенцией 1828 года бывшая Сисплатина стала Восточной республикой Уругвай. Главой страны стал Фруктуосо Ривера 
Фруктуосо Ривера, который основную часть времени проводил в основанном им в 1821 году городе Дурасно. Он окружил себя кликой, известной как «Пять братьев» (Лукас Обес и его братья). Это вызвало две попытки восстания под руководством Хуана Антонио Лавальехи — в 1832 и 1834 годах — которые были легко подавлены.
Несмотря на то, что Орибе считался принадлежавшим к группировке Лавальехи, он не принимал участия в этих восстаниях, и делал нормальную военную карьеру. 9 октября 1833 года он был назначен министром армии и флота, а 24 февраля 1835 года был произведён в бригадные генералы. Парадоксально, что Ривера сам выдвинул кандидатуру Орибе в качестве своего преемника на президентских выборах, которые состоялись 1 марта 1835 года.

### Первое президентство Орибы
Националистическая историография обычно критикует первое президентство Риверы, считая его примером административной неэффективности по сравнению с первым президентством Орибе. Однако они действовали в абсолютно разных условиях. Срок Риверы пришёлся на время действия Предварительного мирного соглашения от 1828 года, дозволявшего вмешательство аргентинских или бразильских войск в случае, если правительства этих стран найдут политическую ситуацию в Уругвае угрожающей их интересам. В 1835 году срок действия Соглашения истёк, и настало время ввести в полную силу Конституцию 1830 года которая до этого практически не действовала.
В июле 1836 года Ривера попытался поднять вооружённый мятеж, однако к 19 сентября он был подавлен, и Ривера бежал в Бразилию. Там тем временем началась революция Фарропилья, и Ривера присоединился к силам республики Риу-Гранди, в которых состояли некоторые его бывшие соратники по португальской армии (в том числе Бенту Голсалвис да Силва).
С помощью риу-грандийских войск Ривера в 1837 году вторгся в Уругвай, и в 1838 году взял страну под свой контроль. Орибе был вынужден вновь бежать в Буэнос-Айрес.

### Третий период в Буэнос-Айресе
Генерал-капитан Буэнос-Айреса, федералист Хуан Мануэль де Росас, деятельно поддержал Орибе как законного президента Уругвая, в результате чего гражданская война в Уругвае слилась с событиями в Аргентине в единый южноамериканский конфликт. В 1840 и 1841 годах Орибе сражался против Коалиции Севера. После того, как взятый в плен губернатор северной провинции Тукуман Марко Авельянедо был по его приказу обезглавлен, а насаженная на пику голова была выставлена на всеобщее обозрение, аргентинские оппозиционеры и их союзники из уругвайской партии «Колорадо» стали изображать Орибе мясником и убийцей, подобным Росасу. В конце 1842 года Орибе разгромил Риверу, пришедшего на помощь аргентинским оппозиционерам, и тот был вынужден через Сальто срочно отступить в Монтевидео, где, формально передав власть Хоакину Суаресу, занялся сбором новой армии.

### Великая осада Монтевидео
Получив известие о разгроме Риверы, в Монтевидео стали быстро собирать войска из иммигрантов и делать запасы; оборону возглавили аргентинец Хосе Мария Пас и уругваец Мельчор Пачеко-и-Обес. 16 октября 1843 года войска Орибе начали осаду Монтевидео, которая продлилась восемь лет. Разместив свою ставку в Серрито, Орибе стал управлять страной, словно ничего и не произошло с 1838 года: там действовал парламент, назначались министры и издавались законы; в руках сторонников Риверы оставались лишь Монтевидео и Колония-дель-Сакраменто. Свои действия Орибе базировал на Конституции 1830 года.
В 1845 году Росас предложил Орибе отменить Конвенцию 1828 года и воссоединить Уругвай с Аргентиной. Орибе не хотел принимать решение сам, и передал вопрос на рассмотрение парламентской комиссии, которая утопила его в прениях.
После того, как революция 1848 года во Франции свергла монархию Луи-Филиппа, поддерживавшего правительство в Монтевидео, военно-политическая ситуация в районе Ла-Платы изменилась. В 1850 году посол президента Франции Луи-Наполеона Лепредур подписал мирную конвенцию с аргентинским министром иностранных дел Фелипе Араной. После этого правительство в Монтевидео в последней надежде обратилось за помощью к императору Бразилии, и к главному аргентинскому оппоненту Росаса — Хусто Хосе де Уркисе.
В августе 1851 года Уркиса восстал против Росаса и, двинувшись на восток, пересёк реку Уругвай, наступая на Серрито. Орибе отдал приказ своим войскам остановить врага, но те вдруг отказались подчиниться. Вскоре Уркиса подошёл к Серрито, и Орибе был вынужден капитулировать. Победители сохранили Орибе жизнь, но взамен он был должен отказаться от всякой политической деятельности, удалившись на сельскую ферму.
После выхода в отставку Мануэль Орибе прожил ещё шесть лет, скончавшись в 1857 году.

## Семья и дети
8 февраля 1829 года Мануэль Орибе женился на своей племяннице Агустине Контусси-и-Орибе. У них было четверо детей. Ещё раньше, в 1816 году, у него родилась дочь Каролина от актрисы Тринидад Гевары.